# Uncharted 2: Among Thieves
Uncharted 2: Among Thieves är ett actionspel ur tredjepersonsskjutargenren från 2009 till Playstation 3. Spelet är utvecklat av Naughty Dog, och utgavs av Sony Computer Entertainment. Spelet släpptes i Nordamerika den 12 oktober 2009 och i Europa den 14 oktober. Spelet är uppföljare till det prisbelönta actionspelet Uncharted: Drake's Fortune. Naughty Dog erbjuder 13-15 timmars speltid i enspelarläget och flera timmar i det nya flerspelarläget online. En uppföljare till spelet, Uncharted 3: Drake's Deception, släpptes den 2 november 2011. Spelet släpptes till Playstation 4 i oktober 2015, ihop med de två övriga spelen i serien som en del av Uncharted: The Nathan Drake Collection.

## Bakgrund
I spelet tar spelaren kontroll över Nathan Drake, en äventyrare med en speciell talang att hitta gamla skatter. Among Thieves tar upp ungefär två år efter händelserna i Uncharted: Drake's Fortune. Liksom den föregående historien kretsar Nathan "Nate" Drakes nya äventyr kring en olöst historisk gåta: den dödsdömda resan som Marco Polo gjorde från Kina år 1292. Efter att ha tillbringat 20 år hos den mongoliska ledaren Kublai Khans hov gav Marco Polo sig av med 14 fartyg och över 600 passagerare och besättning till Persien. Men när han anlände till sin destination, ett och ett halvt år senare, fanns bara ett fartyg kvar och endast 18 av passagerarna. Marco Polo beskrev nästan alla andra aspekter av sina resor i minsta detalj, men han avslöjade aldrig vad som hände med de fartyg som gick förlorade och den skatt som de troligen hade.

## Handling
Spelet börjar i en "in medias res" när Nate vaknar sårad i ett tåg hängande från en klippa. Genom tillbakablickar avslöjas det att hans gamla kollega Harry Flynn och Chloe Frazer sökte upp honom med ett jobberbjudande - en stöld av en mongolisk oljelampa i Istanbuls palatsmuseum. Nate accepterar erbjudandet, då han får veta att lampan kan innehålla svaret på vad som hände med Marco Polos förlorade flotta; då den sägs vara full med mongoliska skatter. Flynn och Drake får till slut tag i lampan, som tyvärr innehåller en otydlig karta. Men sedan finner de någon slags tändbar kåda som hjälper dem att tyda texten på kartan. Den visar att den förlorade flottan hade kastats iland på Borneo efter en tsunami. Med kartan blir Nate lurad av Flynn, då han lockar till sig fängelsevakterna och får Nate gripen, medan Flynn reser till Borneo. Nate fängslas under tre månader tills hans gamle vän Victor "Sully" Sullivan och Chloe får honom frisläppt.
Efter att Flynn och hans nya chef, krigsförbrytaren Zoran Lazarevic, kommer till Borneo upptäcker trion att den förlorade flottan aldrig ägde den särskilda skatten, den stora Safirstenen Cintamani-stenen, utan sägs vara i Shambhala. I Borneos djungler hittar de en grav innehållande Marco Polos besättning samt en speciell tändbar kåda, samma som i museet, som hjälper dem att hitta en gyllene tibetansk phurba och en annan beskrivning från Marco Polo. Den antyder att nästa ledtråd finns i ett av staden Pokharas många tempel i Nepal. Nate och Chloe reser själva till Pokhara där inbördeskrig råder, som Lasarevic skapade då han och hans män letar efter templet. Nate upptäcker att en av symbolerna på phurban kommer att vara placerad på templet de letar efter. På vägen till templet driver paret till Elena Fisher och hennes kameraman Jeff, som spårar efter Lazarevic och försöker bevisa för allmänheten att han faktiskt lever och är ansvarig för många nya krigsförbrytelser, vilket de trodde att han varit död efter en bombräd för flera år sedan. Medan Nate och de andra försöker ta sig förbi Lazarevic män når de fyra templet och upptäcker att stenen, liksom Shambhala, ligger i Himalayas berglandskap. Gruppen lägger sig nu i bakhåll utanför templet och Jeff blir skjuten av en av Lazarevic män. Nate, Chloe och Elena flyr med den sårade Jeff, men efter att de har tagit skydd i ett hus drar Chloe sin pistol på Nate och Elena när Flynn och Lazarevic plötsligt dyker upp. Lazarevic tar phurban, skjuter Jeff och lämnar med Chloe och hans män ombord på ett stort tåg till Himalaya. Innan Flynn hinner döda Nate och Elena lyckas de båda fly. De stjäl en jeep och försöker komma ikapp tåget. Nate kommer så småningom ombord på tåget och hittar Chloe, som vägrar att följa med honom. Sedan kommer Flynn och skjuter honom på buken. Med inget annat val skjuter Nate på en hög propan tankar, som dödade Flynns män och Nate blir ombord i hälften av tåget mot en brant klippa uppe i det kalla Himalaya.
Väl tillbaka där allt började i spelet flyr Nate undan från tågvraket och går genom en hård snöstorm. Han återtar phurban bland vraken och förlorar sedan medvetandet. Han vaknar upp i en Tibetansk by där han återförenas med Elena och förs till en 90-årig tysk man vid namn Karl Schäfer. Schäfer berättar för Nate att phurban är nyckeln till att finna Shambhala, men Nate berättar för honom att han inte längre är intresserad av stenen. Schäfer vill övertala honom att finna Cintamani-stenen, så han skickar bort Nate och Tenzin, byns ledare, för att hitta de kvarlevande av sin expedition, som letade efter Shambhala och stenen för 70 år sedan. Nate och Tenzin färdas till ett åldrat istempel fullt med Yetivarelser. Där upptäcker de att Schäfers män var SS-medlemmar på en Ahnenerbeexpedition och att Schäfer hade dödat dem för att skydda världen från stenens kraft. De vänder tillbaka till byn och upptäcker att Lazarevic män har angripit byn. Efter att ha säkrat byn får Nate och Elena reda på att Schäfer hade kidnappats tillsammans med phurban. De själva följer med Lazarevic konvoj till ett övergivet kloster. Efter att ha bekämpat kraftigt motstånd från Lasaravic män i klostret finner de Schäfer dödligt skadad. Han berättar för Nate att han måste förstöra Cintamanistenen för att kunna rädda hela världen.
Nate fann Chloe i klostret och som ger honom phurban. Han och Elena hittar sedan en hemlig passage till Shambhala under klostret. Lazarevic och hans män fångar sedan dem och hotar att döda både Elena och Chloe om inte Nate slår upp passageporten. Därigenom måste Nate samarbeta med Flynn för att försöka slå upp porten och blir sedan attackerade av Yetimonster. Väl döda visar Lazarevic att de är mänskliga väktare från Shambhala som drevs av stenens kraft; de var beklädda som monster för att kunna skrämma bort alla som kommer i närheten av staden. När de är inne i Shambhala bereder Lazarevic på att döda både Elena, Chloe och Nate. Men plötsligt dyker Shambhalas väktare upp (vilka var riktiga monster) och anföll dem; vilket får Nate, Elena och Chloe att fly från Lasaravic. De tre ska nu själva komma efter stenen så fort som möjligt, till vilket pris som helst. När de till slut anländer till stenen upptäcker Nate att stenen inte är en väldig safirsten, utan en stor förstenad blå kåda inbäddat i ett stort träd (kallat Livets träd). Shambhalas sanna betydelse var den blåa saven från trädet, och den som dricker från saven får då övernaturlig styrka och osårbarhet. De ska nu försöka komma efter Lasaravic, men istället kommer en skadad Flynn och spränger sig själv med en granat vilket skadade Elena mycket allvarligt. Nate lämnar Elena i Chloes vård och ger sig ut för att konfrontera Lazarevic. Han anländer precis när Lazarevic dricker från trädets sav, som läker hans ärr och gör honom nästan helt odödlig. Den enda lösningen som kunde besegra Lasarevic var att Nate detonerar all tändbar kåda från trädet, vilket lyckades och som gjorde Lazarevic helt kraftlös. Nate lämnar honom för att bli dräpt av Chambhalas monster. Sedan flyr Nate, Chloe och Elena bort från staden när en serie explosioner förstör hela Shambhala.
Trion återvänder till byn, där Elena blir helad av Sully och där Schäfer blir begravd. Chloe frågar Nate om han älskar Elena, som han inte vill dementera. Chloe och Sully ger sig av från byn och Drake återförenas med den återställda Elena. De delar en kyss tillsammans och går över till kanten av en klippa och ser solen gå ner bakom Himalayas berg.

### Rollista
- Nolan North - Nathan Drake
- Emily Rose - Elena Fisher
- Claudia Black - Chloe Frazer
- Richard McGonagle - Victor Sullivan
- Steve Valentine - Harry Flynn
- Graham McTavish - Zoran Lazarevic
- Rene Auberjonois - Karl Schäfer
- Pema Dhondup - Tenzin
- Gregory Myhre - Jeff
- Fred Tatasciore - Draza

## Gameplay
Spelet påminner mycket om Uncharted: Drake’s fortune, då Nate kan hoppa, klättra, simma, smyga och skjuta på fiender med olika vapen. Spelaren kan bära minst ett primärt vapen (såsom gevär) och ett sekundärt vapen (såsom pistoler). Dessa vapen erhålls genom att plocka upp ett vapen som finns utspridda på spelkartan eller från besegrade fiender, liksom ammunition till vapnen. 

### Multiplayer
Uncharted 2  har ett flerspelarläge där spelare kan tävla mot andra spelare via Playstation Network. Flerspelaraspekten har ett lagbaserat tävlingsläge, där 2-10 spelare kan tävla mot varandra, och ett samarbetsläge. Lagen i tävlingsläget är uppdelade mellan hjältar (till exempel Nathan Drake, Elena Fisher, Chloe Frazer, osv) och skurkar (till exempel Harry Flynn, Zoran Lazarevic, löjtnant Draza etc.). En spelares lag kommer att ha sina användarnamn hos PSN i grönt över sina karaktärer, medan motståndarna kommer att få sina användarnamn i rött över sina karaktärer. Motståndarnas namn visas bara om de är nära en spelare eller när man siktar mot en av dem. När man vill spela en onlinematch mot flera spelare så finns det en spellista där man kan bläddra mellan följande tävlingsspelägen: Dödsmatch, Utslagning, Plundring, Mål (en blandning av målbaserade speltyper) och Rankad (en blandning mellan dödsmatch och målbaserade speltyper där skicklighetsnivån registreras). 
I spellistan finns också två samarbetslägen: Mål för samarbete och Samarbetsarenan. I Mål för samarbete ska två till tre spelare spela igenom ett samarbetsuppdrag som är baserat på en del av enspelarkampanjen. I Samarbetsarenan ska två till tre spelare möta 10 vågor av skurkar, med varje våg som blir svårare än den föregående vågen. Spelare kan också spela en omgång Plundring i Samarbetsarenan (som kallas för Guldrush), där de måste sätta en skatt i en kista 10 gånger eller Belägring, ett samarbetsläge där de måste försvara ett territorium från fiender. I samarbetsläget är spelarna hjältarna och motståndarna är Lazarevics soldater.
Två olika spelkartor ges slumpmässigt ut innan en match börjar (vilket gäller både i tävlings- och samarbetsläget). Spelarna måste då rösta på den karta som de vill spela i, den karta som får flest röster vinner. Varje karta har olika vapen liggande på vissa ställen med de svagare vapnen på flera platser och de kraftfulla vapnen ligger på en endast en eller två platser på kartan. Alla kartor har områden där spelare kan klättra för att kunna anfalla sin motståndare på en säker position. Spelare kan vara värd hos sina egna matcher, som heter "Anpassat spel", där de kan tävla med sina vänner och få själv välja vilket spelläge de ska spela i.
Spelare kan uppgradera sin karaktär genom att tjäna in pengar. Varje nivå kräver en viss summa pengar för att kunna nås (till exempel $2,000 för nivå 2, $4,000 för nivå 3, etc.). Pengar kan förtjänas genom att döda motståndare och genom att tjäna in medaljer. Pengar kan användas för att köpa nya hjälte- och skurkutseenden, lagboosters, vapenuppgraderingar (endast på samarbetsläget) och förolämpningar - varje kategori måste köpas och kräver en viss nivå för att kunna köpas och användas. Boosters finns tillgängligt i tävlingsläget, som ger spelaren en fördel gentemot andra spelare (såsom ökad precision med vapen eller förmågan att bära mer ammunition). Vapenuppgraderingarna i samarbetsläget gör så att spelaren kan bära mer ammunition, sikta bättre med sitt vapen och ladda om sitt vapen på mindre än 1 sekund.
I lobbyn kan spelarna få se sin profil. Här kan de välja vilka Boosters de vill bli utrustade, svårighetsgraden för samarbetsläget, vilken förolämpning och utseende som de kan använda och vilket klanmärke de vill ha, som kan användas för att identifiera vänner. Det finns också ett läge vid namn Bio, där spelare kan kolla på sina gamla och senaste spelade matcher på tävlingsläget för att titta på hur det har gått för spelaren under den matchen, och samtidigt titta på hur det har gått för andra spelare, både för vänner och motståndare.
Naughty Dog har modifierat flerspelarläget och gratis uppdateringar finns att ladda ner för att förbättra spelet. Naughty Dog har även lagt till ytterligare utseenden, kartor och ett samarbetsläge vid namn Belägring som kan köpas och laddas ner hos Playstation Store.

## Vapen
Pistoler och handgranater
- 92FS - 9mm
- .45 Defender
- Micro 9mm
- Pistole (hagelpistol)
- Wes - 44 (Revolver)
- Desert Eagle
- Bedövningspistol
- P08 - 9mm
- MK-NDI (handgranat)

Gevär
- AK-47
- FAL
- M4
- Dragon (Prickskyttegevär)
- Moss-12 (hagelgevär)
- Spas-12 (hagelgevär)
- MP 40

Specialvapen
- RPG-7
- M32 Hammer
- Bärbar Gatlingkanon
- Kravallsköld
- Tibetansk Armborst

## Mottagande
| Mottagande                                 | Mottagande    |
| Samlingsbetyg                              | Samlingsbetyg |
| Tjänst                                     | Betyg         |
| ------------------------------------------ | ------------- |
| Gamerankings                               | 96.41%        |
| GameStats                                  | 9.6/10        |
| Metacritic                                 | 96/100        |
| Recensionsbetyg                            |               |
| Publikation                                | Betyg         |
| 1UP.com                                    | A+            |
| Computer and Video Games                   | 10/10         |
| Edge                                       | 9/10          |
| Eurogamer                                  | 10/10         |
| G4                                         | 5/5           |
| Game Informer                              | 10/10         |
| Gamepro                                    | [ 16 ]        |
| Gamespot                                   | 9.5/10        |
| Gamespy                                    | 4.5/5         |
| Gamesradar                                 | 10/10         |
| Gametrailers                               | 9.3/10        |
| Gamezone                                   | 9/10          |
| IGN                                        | 9.5/10        |
| Official PlayStation Magazine (US)         | 5/5           |
| Official PlayStation Magazine (UK)         | 10/10         |
| Official PlayStation Magazine (Australien) | 10/10         |
| PSM3                                       | 21/20         |
| Gamereactor                                | 8/10          |

Uncharted 2 har fått ett oerhört bra betyg från många spelkritiker, och fått ett flertal priser för bland annat Bästa Grafik, Bästa Storyn och Bästa Actionspelet. Den första tidskriften som recenserade Uncharted 2 var den franska upplagan av PSM3. I deras recension sa dem att spelet är ett "långt, visuellt imponerande, djupt och explosivt spel som kombinerar alla de egenskaper som man kan hitta i ett tv-spel, och mycket mer! En ny milstolpe har uppnåtts i tv-spelshistorien". Upplagan gav deras första betyg, 21/20 till spelet. Spelets andra recension skrevs av PlayStation: The Official Magazine, som i dess amerikanska upplaga gav spelet 5/5 och i den brittiska och australiska upplaga 10/10. I den amerikanska recensionen konstaterade de följande: "Strunta i Årets Spel. Detta är ett av de bästa spelen genom tiderna!".
IGN gav spelet betyget 9,5/10, och säger: "Nej, Uncharted 2 är inte perfekt, men det står närmare än i stort sett alla de andra spelen där ute nuförtiden". De säger också att spelet har en "fantastisk grafik" och säger att flerspelarläget är "ett av de bästa multiplayerupplevelserna som du kan hitta i något annat spel... det känns nästan som om Naughty Dog har gett oss ett extra spel helt gratis".
GameSpot gav spelet 9.5/10 och säger att "Uncharted 2 är ett komplett spel som är helt fantastiskt". GamesRadar gav spelet 10/10, och säger att "Uncharted 2 är helt enkelt en anledning till att äga en PS3". G4 gav spelet betyget 5/5. Adam Sessler yttrade att Uncharted 2 är det "Bästa singleplayer-spelet som jag någonsin spelat". 1UP gav spelet A+, som berömde spelets högkvalitativa musik och ljud och Eurogamer gav spelet 10/10 och konstaterade att "Detaljrikedomen kan inte jämföras". PSX Extreme sade att "Det är utan tvekan det bästa spelet i genren på mycket länge".  Gametrailers gav spelet 9.3/10, och säger att "Om du äger en PS3 så måste du skaffa detta spel". The Guilty Geek säger att "Spelet har allt som det första spelet hade, fast större och bättre", och konstaterar att spelet skulle enkelt få priset som Årets Spel. Edge gav spelet 9/10 och säger att "I slutändan kommer ingen att bli oense om att Uncharted 2 är ett jävla bra spel, och hittills det bästa actionspelet till Playstation 3".